# Gabinete de Juan Carlos Varela
El gabinete de Juan Carlos Varela está conformado por los titulares de los Ministerios de Estado, nombrados por dicho presidente a partir de su toma de posesión el 1 de julio de 2014.
Conforme al artículo 193 numeral 1 de la Constitución de Panamá, el presidente de la República tiene la facultad de «nombrar y separar libremente a los Ministros de Estado».

## Ministros
| Ministerio                          | Nombre                       | Partido     | Período                                         |
| ----------------------------------- | ---------------------------- | ----------- | ----------------------------------------------- |
| Gobierno                            | Miltón Henríquez             | Popular     | 1 de julio de 2014-3 de enero de 2017           |
| Gobierno                            | María Luisa Romero           | Ind.        | 3 de enero de 2017-2 de mayo de 2018            |
| Gobierno                            | Carlos Eduardo Rubio         | Popular     | 2 de mayo de 2018-30 de junio de 2019           |
| Relaciones Exteriores               | Isabel de Saint Malo         | Panameñista | 1 de julio de 2014-30 de junio de 2019          |
| Educación                           | Marcela Paredes              | Panameñista | 1 de julio de 2014-15 de agosto de 2018         |
| Educación                           | Ricardo Pinzón               | Panameñista | 15 de agosto de 2018-30 de junio de 2019        |
| Obras Públicas                      | Ramón Arosemena              | Panameñista | 1 de julio de 2014-30 de junio de 2019          |
| Presidencia                         | Álvaro Alemán                | Panameñista | 1 de julio de 2014-1 de julio de 2018           |
| Presidencia                         | Salvador Sánchez             | Panameñista | 1 de julio de 2018-31 de octubre de 2018        |
| Presidencia                         | Jorge González               | Panameñista | 31 de octubre de 2018-30 de junio de 2019       |
| Salud                               | Francisco Terrientes         | Panameñista | 1 de julio de 2014-16 de junio de 2016          |
| Salud                               | Miguel Mayo                  | Panameñista | 16 de junio de 2016-30 de junio de 2014         |
| Trabajo y Desarrollo Laboral        | Luis Ernesto Carles          | Panameñista | 1 de julio de 2014-31 de octubre de 2018        |
| Trabajo y Desarrollo Laboral        | Zulphy Santamaría            | Popular     | 31 de octubre de 2018-30 de junio de 2014       |
| Comercio e Industrias               | Melitón Arrocha              | Panameñista | 1 de julio de 2014-31 de diciembre de 2016      |
| Comercio e Industrias               | Augusto Arosemena            | Panameñista | 31 de diciembre de 2016-31 de diciembre de 2018 |
| Comercio e Industrias               | Néstor González              | Panameñista | 31 de diciembre de 2018-30 de junio de 2014     |
| Vivienda y Ordenamiento Territorial | Mario Etchelecu              | Panameñista | 1 de julio de 2014-1 de agosto de 2018          |
| Vivienda y Ordenamiento Territorial | Martín Sucre Champsaur       | Panameñista | 1 de agosto de 2018-30 de junio de 2019         |
| Desarrollo Agropecuario             | Jorge Arango                 | Ind.        | 1 de julio de 2014-15 de junio de 2016          |
| Desarrollo Agropecuario             | Eduardo Enrique Carles       | Ind.        | 15 de junio de 2016-30 de junio de 2019         |
| Desarrollo Social                   | Alcibíades Vásquez Velásquez | Panameñista | 1 de julio de 2014-31 de octubre de 2018        |
| Desarrollo Social                   | Michelle Muschett            | Ind.        | 31 de octubre de 2018-30 de junio de 2019       |
| Economía y Finanzas                 | Dulcidio De La Guardia       | Panameñista | 1 de julio de 2014-1 de julio de 2018           |
| Economía y Finanzas                 | Eyda Varela                  | Panameñista | 1 de julio de 2018-27 de junio de 2019          |
| Asuntos del Canal                   | Roberto Roy                  | Ind.        | 20 de agosto de 2012-30 de junio de 2019        |
| Seguridad Pública                   | Rodolfo Aguilera             | Popular     | 1 de julio de 2014-28 de junio de 2016          |
| Seguridad Pública                   | Alexis Betancourt            | Ind.        | 28 de junio de 2016-31 de octubre de 2018       |
| Seguridad Pública                   | Jonathan del Rosario         | Ind.        | 31 de octubre de 2018-30 de junio de 2019       |
| Ambiente                            | Mirei Endara                 | Panameñista | 1 de julio de 2014-18 de marzo de 2017          |
| Ambiente                            | Emilio Sempris               | Panameñista | 18 de marzo de 2017-30 de junio de 2019         |

## Viceministros
| Ministerio                                   | Viceministerio                       | Nombre                               | Periodo                                       |
| -------------------------------------------- | ------------------------------------ | ------------------------------------ | --------------------------------------------- |
| Gobierno (MINGOB)                            | Gobierno                             | María Luisa Romero (Ind.)            | 1 de julio de 2014-12 de enero de 2017        |
| Gobierno (MINGOB)                            | Gobierno                             | Carlos Rubio (Popular)               | 12 de enero de 2017-2 de mayo de 2018         |
| Gobierno (MINGOB)                            | Gobierno                             | Gina Luciani (Popular)               | 2 de mayo de 2018-30 de junio de 2019         |
| Gobierno (MINGOB)                            | Asuntos Indígenas                    | Irene Gallego (Popular)              | 1 de julio de 2014-31 de mayo de 2018         |
| Gobierno (MINGOB)                            | Asuntos Indígenas                    | Feliciano Jiménez (Popular)          | 31 de mayo de 2018-30 de junio de 2019        |
| Relaciones Exteriores (MIRE)                 | Relaciones Exteriores                | Luis Miguel Hincapié (Panameñista)   | 1 de julio de 2014-30 de junio de 2019        |
| Relaciones Exteriores (MIRE)                 | Asuntos Multilaterales y Cooperación | María Luisa Navarro (Panameñista)    | 16 de mayo de 2015-30 de junio de 2019        |
| Educación (MEDUCA)                           | Académico de Educación               | Carlos Staff (Panameñista)           | 1 de julio de 2014-12 de marzo de 2019        |
| Educación (MEDUCA)                           | Académico de Educación               | Luris Cardenas (Panameñista)         | 12 de marzo de 2019-30 de junio de 2019       |
| Educación (MEDUCA)                           | Administrativo de Educación          | María Castro (Panameñista)           | 1 de julio de 2014-30 de junio de 2019        |
| Educación (MEDUCA)                           | Infraestructura de Educación         | Ricardo Pinzón (Panameñista)         | 19 de enero de 2018-6 de diciembre de 2018    |
| Educación (MEDUCA)                           | Infraestructura de Educación         | Moisés Sánchez (Independiente)       | 6 de diciembre de 2018-30 de junio de 2019    |
| Obras Públicas (MOP)                         | Obras Públicas                       | Marietta Jaén (Panameñista)          | 1 de julio de 2014-4 de enero de 2018         |
| Obras Públicas (MOP)                         | Obras Públicas                       | Erich Velásquez (Panameñista)        | 5 de enero de 2018-30 de junio de 2019        |
| Presidencia (MinPres)                        | Presidencia                          | Augusto Arosemena(Panameñista)       | 1 de julio de 2014-12 de enero de 2016        |
| Presidencia (MinPres)                        | Presidencia                          | Salvador Sánchez (Panameñista)       | 12 de enero de 2016-31 de octubre de 2018     |
| Presidencia (MinPres)                        | Presidencia                          | Francisco Artola (Panameñista)       | 31 de octubre de 2018-30 de junio de 2019     |
| Salud (MINSA)                                | Salud                                | Miguel Mayo (Ind.)                   | 1 de julio de 2014-16 de junio de 2016        |
| Salud (MINSA)                                | Salud                                | Eric Ulloa (Ind.)                    | 16 de junio de 2016-30 de junio de 2019       |
| Trabajo y Desarrollo Laboral (MITRADEL)      | Trabajo y Desarrollo Laboral         | Zulphy Santamaria (Popular)          | 1 de julio de 2014-31 de octubre de 2018      |
| Trabajo y Desarrollo Laboral (MITRADEL)      | Trabajo y Desarrollo Laboral         | Alfonso Rosas (Popular)              | 31 de octubre de 2018-30 de junio de 2019     |
| Comercio e Industrias (MICI)                 | Comercio Interior e Industrias       | Manuel Grimaldo (Popular)            | 1 de julio de 2014-31 de julio de 2017        |
| Comercio e Industrias (MICI)                 | Comercio Interior e Industrias       | Eduardo Palacios (Panameñista)       | 2 de enero de 2019-30 de junio de 2019        |
| Comercio e Industrias (MICI)                 | Comercio Exterior                    | Néstor González (Panameñista)        | 1 de julio de 2014-27 de diciembre de 2018    |
| Comercio e Industrias (MICI)                 | Comercio Exterior                    | Alberto Alemán (Panameñista)         | 27 de diciembre de 2018-30 de junio de 2019   |
| Vivienda y Ordenamiento Territorial (MIVIOT) | Vivienda                             | Jorge González (Panameñista)         | 1 de julio de 2014-20 de abril de 2017        |
| Vivienda y Ordenamiento Territorial (MIVIOT) | Vivienda                             | Martín Sucre (Panameñista)           | 31 de mayo de 2018-30 de junio de 2019        |
| Vivienda y Ordenamiento Territorial (MIVIOT) | Ordenamiento Territorial             | Juan Manuel Vázquez (Panameñista)    | 1 de julio de 2014-30 de junio de 2019        |
| Desarrollo Agropecuario (MIDA)               | Desarrollo Agropecuario              | Esteban Girón (Panameñista)          | 1 de julio de 2014-30 de junio de 2019        |
| Desarrollo Social (MIDES)                    | Desarrollo Social                    | Zulema Sucre (Panameñista)           | 1 de julio de 2014-16 de junio de 2016        |
| Desarrollo Social (MIDES)                    | Desarrollo Social                    | Michelle Muschett (Panameñista)      | 16 de junio de 2016-31 de octubre de 2018     |
| Economía y Finanzas (MEF)                    | Economía                             | Iván Zarak (Panameñista)             | 1 de julio de 2014-31 de diciembre de 2017    |
| Economía y Finanzas (MEF)                    | Economía                             | Gustavo Valderrama (Panameñista)     | 31 de diciembre de 2017-30 de junio de 2019   |
| Economía y Finanzas (MEF)                    | Finanzas                             | Eyda Varela (Panameñista)            | 1 de julio de 2014-2 de enero de 2019         |
| Economía y Finanzas (MEF)                    | Finanzas                             | Jorge Dawson (Panameñista)           | 2 de enero de 2019-30 de junio de 2019        |
| Seguridad Pública (MINSEG)                   | Seguridad Pública                    | Rogelio Donadío (Popular)            | 1 de julio de 2014-17 de mayo de 2016         |
| Seguridad Pública (MINSEG)                   | Seguridad Pública                    | Alexis Betancourt (Policía Nacional) | 17 de mayo de 2016-28 de junio de 2016        |
| Seguridad Pública (MINSEG)                   | Seguridad Pública                    | Jonathan del Rosario (Ind.)          | 28 de junio de 2016-30 de junio de 2019       |
| Ambiente (MiAmbiente)                        | Ambiente                             | Emilio Sempris (Panameñista)         | 20 de febrero de 2015-18 de diciembre de 2018 |
| Ambiente (MiAmbiente)                        | Ambiente                             | Yamil Sánchez (Panameñista)          | 18 de diciembre de 2018-30 de junio de 2019   |